# Tele 5 ¿dígame?
Tele 5 ¿dígame? fue un programa español de televisión, emitido de lunes a sábado en horario de mediodía entre 1990 y 1992 por Telecinco.

## Formato inicial
En su primera temporada, bajo típico formato de magazín, el espacio, que supuso el regreso a televisión de Laura Valenzuela tras casi 20 años de ausencia en el medio, contaba con entrevistas, actuaciones musicales, concursos, reportajes de interés y secciones fijas. Además, la presentadora estuvo acompañada por Javier Basilio, al frente de los concursos y juegos del programa, la modelo Paloma Lago, con la sección Flores y plantas y Nati Abascal, con consejos sobre belleza y un concurso mediante llamadas telefónicas de los telespectadores que daba nombre al programa, ya que cuando el presentador descolgaba el teléfono siempre contestaba Tele Cinco, ¿digame?.

## Edición diaria y cambio en los presentadores
En septiembre de 1991, con el comienzo de la segunda temporada, hubo un cambio en los presentadores.
Javier Basilio y Nati Abascal abandonaron el programa.
Se estrenó una edición diaria en la que fue trasladada Laura Valenzuela junto a los recién incorporados Pepe Regueira y Leticia Sabater, que se emitió hasta junio de 1992. 
Por su parte, Paloma Lago continuó en la versión de los sábados, incorporándose el periodista Andrés Aberasturi. quien ya permaneció en el hasta la cancelación del espacio. Paloma continuó hasta junio de 1992 en que fue sustituida por Belén Rueda y Antonia Dell'Atte para los programas del verano. También en ese mes se eliminó la versión diaria y, con ella, Laura, Pepe y Leticia abandonaron el programa, pues ninguno de los tres fue trasladado a la versión de los sábados.
Con la marcha de Paloma y Laura, se fueron las dos únicas presentadoras que quedaban del formato y del elenco inicial.
En septiembre de 1992, con el comienzo de la -breve- tercera temporada y emitiéndose únicamente la edición de los sábados, Belén y Antonia abandonaron el programa y fueron remplazadas por Amparo Larrañaga quien se mantuvo en el programa hasta su cancelación en diciembre de 1992.

## Diferencias entre ambas versiones
La versión diaria se rodó desde un plato distinto (y algo más pequeño) que el de la versión de los sábados, que mantuvo el mismo plato que tuvo desde sus comienzos. La decoración de ambos platos era casi idéntica incluso en el mobiliario, incluido el famoso 'sofá blanco de las entrevistas', si bien en el decorado de la versión diaria era más pequeño y predominaban los tonos amarillos, naranjas y mostaza y en el gigantesco decorado de la versión de los sábados predominaban los tonos azules y turquesa. Las cabeceras de ambas versiones eran idénticas, pero con las anteriores diferencias en los colores.
De la versión de los sábados se eliminaron los concursos que daban nombre al programa, aunque se mantuvo el nombre.
También los contenidos de la versión diaria cambiaron con respecto a los de la versión de los sábados. Esta última, de dos horas de duración, desde las 13'00 hasta las 15'00, mantuvo el mismo formato que había tenido hasta el momento pero, en cambio, la versión diaria, que comenzó emitiéndose casi en el mismo horario pero llegó a durar en sus últimos meses casi cinco horas, desde las 12'45 hasta pasadas las 17'00, fue creada como un contenedor que incluía programas como 'Entre platos anda el juego', dibujos animados, series como 'Inés Duarte, secretaria' o 'Papa, Comandante' y, durante algún tiempo, también películas, dejando en apenas poco más de veinte minutos los contenidos de producción propia del programa, en franjas de entre cuatro y siete minutos cada una que eran intercaladas entre los programas externos. Esta duración en producción propia se amplió a los cuarenta en sus últimos meses.
Si los contenidos de las dos horas de la versión de los sábados eran algo más rigurosos y más seleccionados e, incluso, gozando de más presupuesto, los contenidos de la media hora escasa de la versión diaria eran más ligeros y menos profundos, consistiendo en rápidas entrevistas de no más de cinco minutos de duración, alguna sección de horóscopo o viajes, algún truco de magia a cargo de Pepe Regueiro y los concursos mediante llamadas telefónicas que daban nombre al programa, que posibilitaban al espectador ganar premios en matalico de 25.000 pesetas (150'00€ +-).
Además, a diferencia de la versión de los sábados, la versión diaria contó con una sección infantil que muchos, erróneamente, consideraban programa independiente: 'A mediodía, alegría'. Esta sección estaba presentada por Leticia Sabater y, realmente, era parte integra del programa, pues se rodaba desde el mismo decorado, también tenía uno de los concursos mediante llamada telefónica que daba nombre al programa y Leticia Sabater era anunciada en la cabecera de 'Tele Cinco, ¿dígame?' como una de sus presentadoras, incluso en alguna ocasión colaboró con Laura Valenzuela en las labores de presentación. Tras la cancelación de la versión diaria, esta sección ya si que se 'independizo' como programa propio.

## Posible polémica entre ambas versiones
Por algún motivo que no ha trascendido, los diferentes presentadores de la versión de los sábados jamás se referían a la existencia de la versión diaria e, igualmente, los presentadores de la versión diaria jamás se referían a la versión de los sábados. De hecho, obviaban completamente uno la existencia del otro.
La versión diaria siempre era despedida los viernes por Laura Valenzuela con la expresión Nos vemos el próximo lunes a la una menos cuarto, no me falten, obviando que al día siguiente, casi a la misma hora, había una nueva edición del programa.
Asimismo, los presentadores de la edición de los sábados se despedían hasta el sábado siguiente obviando que durante la semana había más ediciones del programa a cargo de otros compañeros. Jamás se nombraron unos a otros.
Además, en la última semana de programación de la versión diaria, se trasladó a todo el equipo al gigantesco decorado de la versión de los sábados y Laura Valenzuela explicó a los telespectadores que los habían trasladado a un decorado grandísimo, no se lo pueden ni imaginar, obviando que los habían trasladado al mismo decorado donde ella presentó, un par de años antes, la edición de los sábados y donde, todavía se rodaba esa edición de los sábados. Como si la edición de los sábados no existiera.
Además, en el último programa de la edición diaria, Laura Valenzuela comenzó el programa diciendo que estaban ante el último programa de Tele Cinco, ¿dígame? cuando realmente no era así, al día siguiente, casi a la misma hora se siguió emitiendo, durante un año más, el programa desde exactamente el mismo decorado donde ahora estaba el equipo de la versión diaria y desde donde llevaban rodando todos los sábados el programa desde hacía tres años.

## Call TV
Durante la segunda década del Siglo XXI, Tele Cinco emitió un programa de Call TV en horario de madrugada con el mismo nombre en el que también los presentadores contestaban al teléfono de la misma manera, pero este Call TV en absoluto tiene relación con el formato anterior ni se le puede considerar una continuación ni un regreso de 'Tele Cinco, ¿dígame?'.